# Dendropsophus carnifex
Dendropsophus carnifex là một loài ếch thuộc họ Nhái bén.
Loài này có ở Ecuador và có thể cả Colombia.
Môi trường sống tự nhiên của chúng là rừng ẩm vùng đất thấp nhiệt đới hoặc cận nhiệt đới, vùng núi ẩm nhiệt đới hoặc cận nhiệt đới, đầm lầy, đầm nước ngọt, đầm nước ngọt có nước theo mùa, các đồn điền, vườn nông thôn, rừng thoái hóa nghiêm trọng, ao, và kênh, mương.